# Christian IX của Đan Mạch
Christian IX (sinh ngày 8 tháng 4 năm 1818 –  29 tháng 1 năm 1906) là Vua của Vương quốc Đan Mạch từ năm 1863 cho đến khi ông qua đời vào năm 1906. Từ năm 1863 đến năm 1864, ông đồng thời là Công tước của Công quốc Schleswig, Holstein và Lauenburg.
Ông lớn lên như là một Thân vương của Schleswig-Holstein-Sonderburg-Glücksburg, một nhánh của Nhà Oldenburg, hoàng tộc cai trị Đan Mạch từ năm 1448. Christian ban đầu không phải là người kế vị ngài vàng Đan Mạch. Tuy nhiên, vào năm 1852, Christian được chọn làm người thừa kế chế độ quân chủ Đan Mạch do dòng dõi cao cấp của Nhà Oldenburg đã tuyệt tự. Sau cái chết của Vua Frederik VII của Đan Mạch vào năm 1863, Christian, anh họ thứ 2 của cựu vương lên ngôi với tư cách là quốc vương Đan Mạch đầu tiên đến từ Nhà Glücksburg.
Sự khởi đầu triều đại của ông được đánh dấu bằng thất bại của Đan Mạch trong Chiến tranh Schleswig lần thứ hai và việc Công quốc Schleswig, Holstein và Lauenburg bị rơi vào tay của Vương quốc Phổ khiến cho nhà vua không được lòng thần dân của mình. Những năm tiếp theo dưới sự cai trị của ông bị chi phối bởi các tranh chấp chính trị, vì Đan Mạch chỉ trở thành một quốc gia Quân chủ lập hiến vào năm 1849 vì thế mà cán cân quyền lực giữa hoàng gia và Quốc hội vẫn còn đang mất cân đối. Mặc dù trong giai đoạn đầu của triều đại, nhà vua không được dân chúng yêu quý, nhưng đến cuối triều đại, nhà vua đã trở thành một biểu tượng quốc gia do quá trình trị vì đất nước đạt nhiều kết quả tốt, ông còn được xem là một vị quân vương rất đạo đức.
Christian kết hôn với người em họ thứ hai của mình, Luise của Hessen-Kassel, vào năm 1842. Sáu người con của họ đã kết hôn với các gia đình hoàng gia ở khắp châu Âu, khiến ông được mệnh danh là "cha vợ của châu Âu". Những hậu duệ của ông gồm có: Nữ vương Margrethe II của Đan Mạch; Anna-Maria, Vương hậu Hy Lạp; Vua Philippe của Bỉ; Vua Harald V của Na Uy; Henri, Đại công tước Luxembourg; Nữ vương Elizabeth II của Anh; Vua Konstantinos II của Hy Lạp; Sofía, Vương hậu Tây Ban Nha; Philippos, Vương tế Anh; Vua Felipe VI của Tây Ban Nha; Vua Michael I của Romania.

## Gia đình

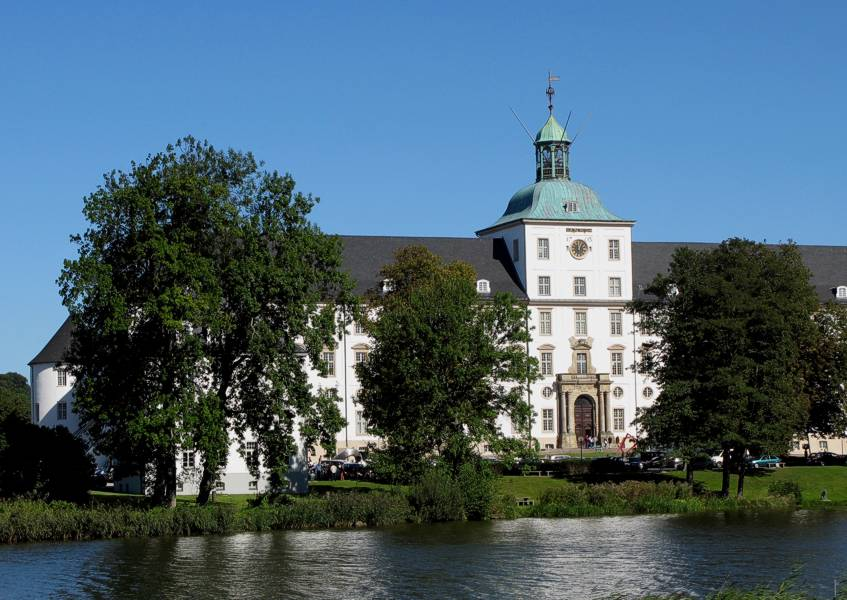
Hoàng tử Christian's sinh ra tại Lâu đài Gottorp, ảnh chụp năm 2007

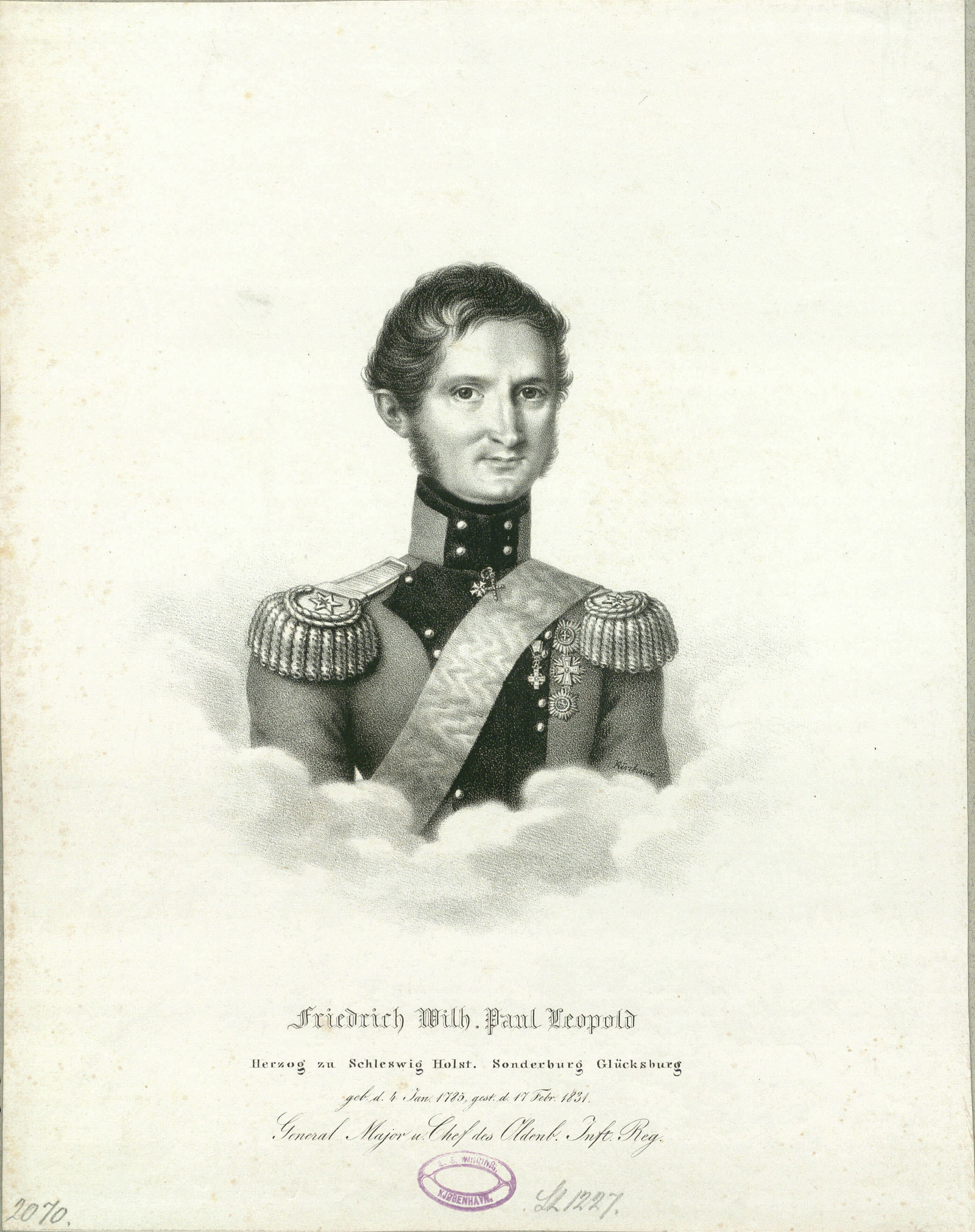
Cha của Christian, Friedrich Wilhelm, Công tước Schleswig-Holstein-Sonderburg-Beck, kể từ năm 1825 Công tước Glücksburg

Christian IX sinh vào ngày 08/04/1818 tại Lâu đài Gottorf gần thị trấn Schleswig thuộc Công quốc Schleswig với tư cách là Hoàng tử của Schleswig-Holstein-Sonderburg-Beck, ông là con trai thứ tư của Friedrich Wilhelm, Công tước Schleswig-Holstein-Sonderburg-Beck, và Luise Karoline của Hessen-Kassel. Ông được đặt theo tên của Christian của Đan Mạch, sau này là Vua Christian VIII, cũng là cha đỡ đầu của ông.
Cha của Christian là người đứng đầu Nhà Schleswig-Holstein-Sonderburg-Beck, một chi nhánh dòng nam giới cấp dưới của Vương tộc Oldenburg. Thông qua cha mình, Christian là dòng nam trực hệ của Vua Christian III của Đan Mạch và là hậu duệ phụ hệ của Helvig, Nữ Bá tước Oldenburg, mẹ của Christian I của Đan Mạch, do đó Christian đủ điều kiện để thành công trong 2 công quốc Schleswig-Holstein, nhưng không phải là người đứng đầu.
Mẹ của Christian là con gái của Karl của Hessen-Kassel, một Thống chế Đan Mạch và Thống đốc Hoàng gia của các Công quốc Schleswig và Công quốc Holstein, và vợ ông là Louise của Đan Mạch, con gái của Vua Frederik V của Đan Mạch. Thông qua mẹ của mình, Christian do đó là chắt của Frederick V, chắt của George II của Anh và là hậu duệ của một số quốc vương khác, nhưng không có quyền thừa kế bất kỳ ngai vàng nào ở châu Âu.

## Cuộc sống đầu đời
Ban đầu, Christian sống cùng bố mẹ và các anh chị em tại lâu đài Gottorf, nơi gia đình ở cùng bố mẹ vợ của ông - Công tước Friedrich Wilhelm. Tuy nhiên, vào ngày 06/06/1825, Công tước Friedrich Wilhelm được anh rể là Vua Frederik VI của Đan Mạch bổ nhiệm làm Công tước Glücksburg, vì dòng Glücksburg đã tuyệt tự vào năm 1779. Sau đó ông đổi tước hiệu của mình thành Công tước Schleswig-Holstein- Sonderburg-Glücksburg và thành lập dòng Glücksburg. Sau đó, gia đình chuyển đến Lâu đài Glücksburg, nơi Christian được lớn lên với các anh chị em của mình. Sau cái chết sớm của người cha vào năm 1831, Christian lớn lên ở Đan Mạch và được đào tạo trong Học viện Quân sự Copenhagen.

## Kết hôn
Khi còn trẻ, Christian không thành công trong việc tìm kiếm một cuộc hôn nhân với Hoàng gia Anh, người này về sau chính là Victoria của Anh, đồng thời cũng là em họ thứ ba của ông. Tại Cung điện Amalienborg ở Copenhagen vào ngày 26/05/1842, ông kết hôn với người em họ thứ hai của mình, Luise của Hessen-Kassel, một cháu gái của Vua Christian VIII của Đan Mạch.

## Thừa kế ngai vàng

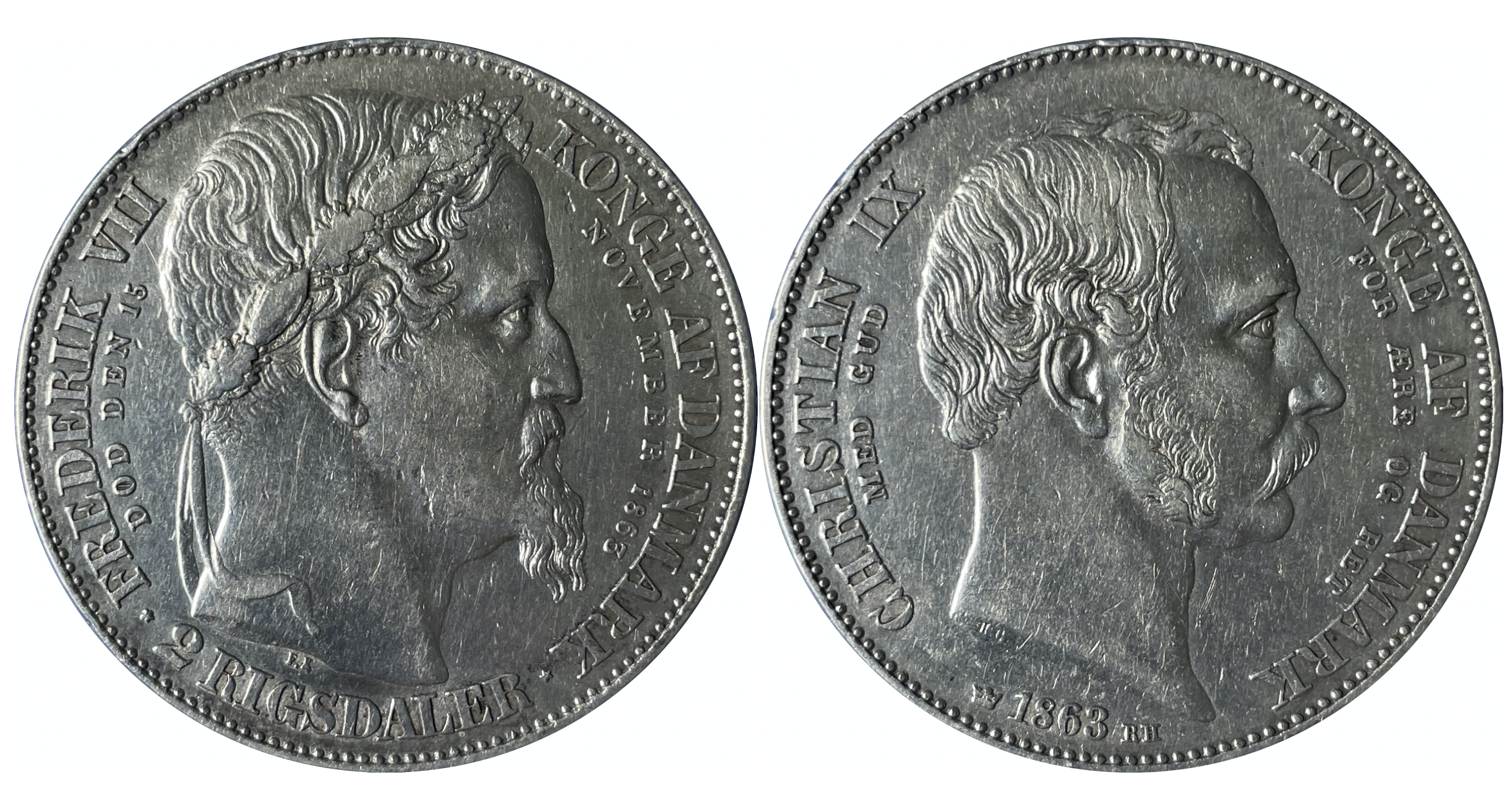
Xu bạc: 2 rigsdaler Đan Mạch kỷ niệm Nhà Glücksburg lên thay Nhà Oldenburg trị vì Đan Mạch, mặt trước xu là chân dung cựu vương Frederik VII và mặt sau là chân dung tân vương Christian IX

Năm 1852, với sự chấp thuận của các cường quốc châu Âu thời bấy giờ, Christian được Vua Frederik VII của Đan Mạch chọn làm người thừa kế sau khi dòng dõi cao cấp nhất của Hoàng gia Đan Mạch tuyệt tự, vì Frederick VII dường như không có khả năng làm cha. Lý do dẫn đến sự lựa chọn này chính là cuộc hôn nhân của ông với Luise của Hessen-Kassel, với tư cách là cháu gái của Vua Christian VIII của Đan Mạch — có quan hệ mật thiết với gia đình hoàng gia.

### Trở thành người thừa kế
Việc Frederik VII của Đan Mạch không có con cái kế thừa ngai vàng đã đặt ra một tình thế khó xử đầy nan giải. Việc Đan Mạch tuân thủ Luật Salic và chủ nghĩa dân tộc đang phát triển trong các khu vực nói tiếng Đức của Schleswig-Holstein đã cản trở mọi hy vọng về một giải pháp hòa bình. Các nghị quyết được đề xuất để giữ hai Công quốc là một phần của Đan Mạch đã tỏ ra không thỏa mãn lợi ích của cả Đan Mạch và Đức. Trong khi Đan Mạch đã thông qua Luật Salic, điều này chỉ ảnh hưởng đến hậu duệ của Frederik III của Đan Mạch, là vị vua cha truyền con nối đầu tiên của Đan Mạch (trước ông, vị trí quốc vương được bầu chọn). Dòng nam từ Frederick III sẽ kết thúc bằng cái chết của nhà Vua không con nối dõi Frederick VII và người chú của ông cũng không có con, Hoàng tử Ferdinand.
Tại thời điểm đó, luật kế vị do Frederik III ban hành đã quy định cho việc kế vị theo kiểu Semi-Salic. Tuy nhiên, có một số cách để diễn giải về vị trí huyết thống người sẽ được trao ngai vàng, vì điều khoản không hoàn toàn rõ ràng về việc liệu người được trao ngai vàng có thể là người thân thuộc dòng nữ gần nhất hay không.
Ở tình thế này, ngai vàng của Đan Mạch bị nhiều quốc gia châu Âu nhòm ngó, nhiều hậu duệ của Helvig xứ Schauenburg bắt đầu tranh giành quyền kế vị ngai vàng. Frederik VII của Đan Mạch thuộc chi nhánh cao cấp của con cháu Helvig. Năm 1863, Frederick, Công tước của Schleswig-Holstein-Sonderburg-Augustenburg (1829–1880) (cha vợ tương lai của Hoàng đế Wilhelm II của Đức), tự xưng là Frederik VIII, Công tước của Schleswig-Holstein. Frederik của Augustenburg (như ông thường được biết đến) đã trở thành biểu tượng của phong trào độc lập dân tộc Đức ở Schleswig-Holstein, sau khi cha ông từ bỏ tuyên bố là người thừa kế ngai vàng của các công quốc Schleswig và Holstein để đổi lấy một khoảng tài chính. Theo nghị định thư London ngày 08/05/1852, kết thúc Chiến tranh Schleswig lần thứ nhất, và việc cha ông đã tuyên bố từ bỏ quyền thừa kế vì thế mà yêu sách của Frederik đối với ngai vàng không được công nhận.
Những người thân thuộc dòng nữ gần gũi nhất của Frederick VII là dì ruột của ông, Charlotte của Đan Mạch, người đã kết hôn với một người thuộc nhánh dưới thuộc Nhà Hesse. Tuy nhiên, các con cái của bà không phải là hậu duệ của gia đình hoàng gia, do đó không đủ điều kiện để kế vị Schleswig-Holstein.
Nữ thừa kế đủ điều kiện theo luật ban hành của Vua Frederik III là Công chúa Caroline của Đan Mạch (1793–1881), người con gái lớn của cựu vương Frederik VI của Đan Mạch nhưng bà này cũng không có con. Em của bà là Công chúa Vilhelmine Marie của Denmark (1808–1891) và cũng không có con. Người thừa kế tiếp theo là Louise, em gái của Frederick VI, người đã kết hôn với Công tước Augustenburg. Người thừa kế chính của dòng này là Frederik của Augustenburg, nhưng quyền thừa kế xếp sau 2 người công chúa không con là Caroline và Vilhelmine Marie.
Nhà Glücksburg cũng đóng vai trò quan trọng trong việc kế vị ngai vàng. Họ là một nhánh nhỏ hơn của Gia tộc hoàng gia, đồng thời cũng là hậu duệ của Frederick III thông qua con gái của Vua Frederick V của Đan Mạch. Cuối cùng đã có thêm một dòng nam đủ điều kiện để tiếp nhận Công quốc Schleswig-Holstein, đó chính là Christian và 3 người anh của ông, trong đó người anh cả Karl không có con, nhưng những người khác đều có con trai.
Hoàng tử Christian từng là "cháu nội" nuôi của cặp vợ chồng hoàng gia "không có cháu" Frederik VI của Đan Mạch và hoàng hậu Marie (Marie Sophie Friederike của Hesse). Quen thuộc với cung đình và truyền thống của các vị vua chúa, Hoàng tử Christian là cháu trai của hoàng hậu Marie và là người anh em họ đầu tiên của Frederik VI của Đan Mạch. Christian đã lớn lên như một người Đan Mạch, sống ở vùng đất nói tiếng Đan Mạch và không trở thành một người theo chủ nghĩa dân tộc Đức, điều này khiến anh ta trở thành một ứng cử viên tương đối tốt cho ngai vàng theo quan điểm của Đan Mạch. Là hậu duệ nam, Christian đủ điều kiện để thừa kế Schleswig-Holstein. Là hậu duệ của Frederick III, ông có đủ điều kiện để kế thừa ngai vàng Đan Mạch.
Năm 1842, Christian kết hôn với Luise của Hessen-Kassel, cháu gái thân cận nhất của Frederik VII của Đan Mạch. Mẹ và anh trai của Luise và cả chị gái cũng từ bỏ quyền lợi của mình để ủng hộ Luise và chồng. Vợ của Hoàng tử Christian hiện là nữ thừa kế gần nhất của Frederick VII.
Năm 1852, câu hỏi hóc búa về sự kế vị của Đan Mạch đã được giải quyết bằng Nghị định thư London ngày 08/05/1852, qua đó Christian được chọn làm người kế vị ngai vàng sau Frederik VII của Đan Mạch và chú của ông. Quyết định được thực hiện bởi Luật Kế vị của Đan Mạch ngày 31/07/1853 — chính xác hơn là, Sắc lệnh Hoàng gia trao quyền kế vị cho Hoàng tử Christian của Glücksburg — đã chỉ định ông là người thừa kế toàn bộ chế độ quân chủ Đan Mạch sau khi dõi nam giới của Frederik III tuyệt tự và phong cho ông là Hoàng tử Đan Mạch.